# 肯尼斯·惠里
肯尼斯·斯派塞·惠里（英語：Kenneth Spicer Wherry，1892年2月28日—1951年11月29日）共和党，是美国政治家、商人、律师，美国参议院议员。